# Adrien-Paul Balny d'Avricourt
Adrien-Paul Balny d'Avricourt (sinh năm 1849 tại Noyon - mất năm 1873 tại Hà Nội) là một trung úy hải quân Pháp tham chiến trong chiến tranh Pháp - Đại Nam.

## Sự nghiệp
Năm 1870, Adrien-Paul Balny d'Avricourt nhận nhiệm vụ thăm dò sông Nam Kỳ trên thuyền buồm D'Estrées và sau đó là chỉ huy chiến hạm L'Espingole.
Sau khi ra Hà Nội trong tháng 11 năm 1873, ông chỉ huy chiến hạm L'Espingole xâm lược vùng đồng bằng sông sông Hồng Việt Nam, tiến đánh các tỉnh Hưng Yên, sau đó Phủ Lý và Hải Dương. Ngày 21 tháng 12 năm 1873, ông bị quân Cờ Đen phục kích và bị chặt đầu gần đền Voi Phục Hà Nội.
Điều quyết định với Garnier là trụ lại ở Hà Nội. Song sau gần hai tháng, ngày 21/12/1873 đã được con cháu của Balny ghi lại là "ngày thảm khốc"… "ngài Garnier đã tưởng đạt tới đích rồi và coi nhẹ các toán quân Annamít cùng bọn Cờ Đen"…
Theo họ, bởi Garnier bận tiếp các sứ thần của Tự Đức từ Huế ra, nên "bọn giặc" mới áp sát tới, bắn đá vào thành và các cổng thành, từ cách hào 200m. Sau đó, dẫu nghĩa quân đã rút đi, nhưng Garnier và Balny truy đuổi đến tận Thủ Lệ… "kẻ thù nấp trong những bụi tre lao ra bao vây và hạ sát Garnier bằng những nhát giáo". Balny cũng hăng máu, truy kích tới tận chùa Voi Phục "ngôi chùa nằm giữa một vùng nước bao phủ bởi muôn vàn chiếc vòi tỏa ra từ những cây đa ven hồ (…), nơi những con voi đến quỳ phục trước chùa để vinh danh ghi nhớ hoàng tử Linh Lang (…). Balny đã ngã xuống ở góc bức tường bao quanh chùa (…). Từ ngày ấy, để tưởng niệm, ngôi chùa này được đặt tên là chùa Balny" - Đó là lời thống chế Liautey ghi lại về cái chết của Balny.
Riêng dân Việt Nam, có lẽ chưa có ai từng biết rằng chùa Voi Phục đã có lần đổi tên là chùa Balny! Pháp đã trả 48.000 và 30.000 frăng (cũ) để lấy đầu Garnier và Balny - còn xác được trả lại 15 ngày sau khi họ chết… Năm 1905, tên Balny được đặt cho một phố ở quận 17, Paris  - Trích dẫn Hà Thành thất thủ lần thứ nhất.
Thi hài ông được đưa trở lại Pháp và chôn cất trong nghĩa trang Avricourt, gần Noyon.

## Ghi công
Tên của ông đã được đặt cho một số tàu của Hải quân:
- Một tàu khu trục hạ thủy năm 1886 và rời khỏi hạm đội vào năm 1911;
- Một tàu chiến hạ thủy năm 1914, ngừng sử dụng vào năm 1940 và đến 1944 thì nhượng lại cho Trung Quốc;
- Một tàu hộ tống hạ thủy năm 1962 và ngừng hoạt động vào tháng 7 năm 1994;

Đường Balny d'Avricourt ở quận 17, Paris được đặt theo tên ông.

## Hình ảnh

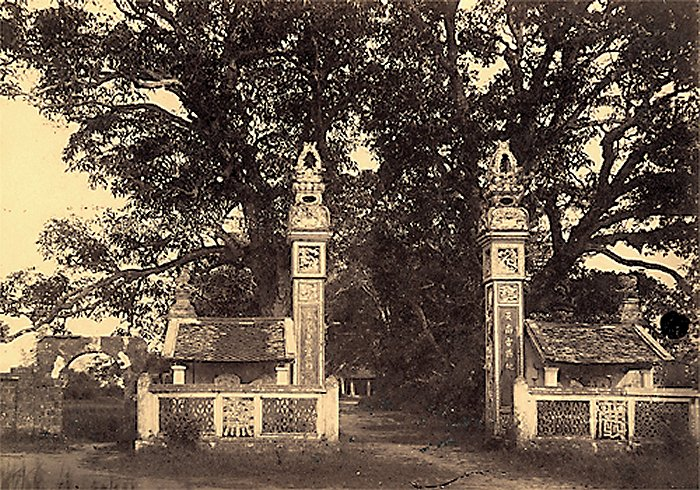
Đền Voi Phục - Hà Nội, còn được gọi là "chùa Balny" nơi Balny đã bị giết chết
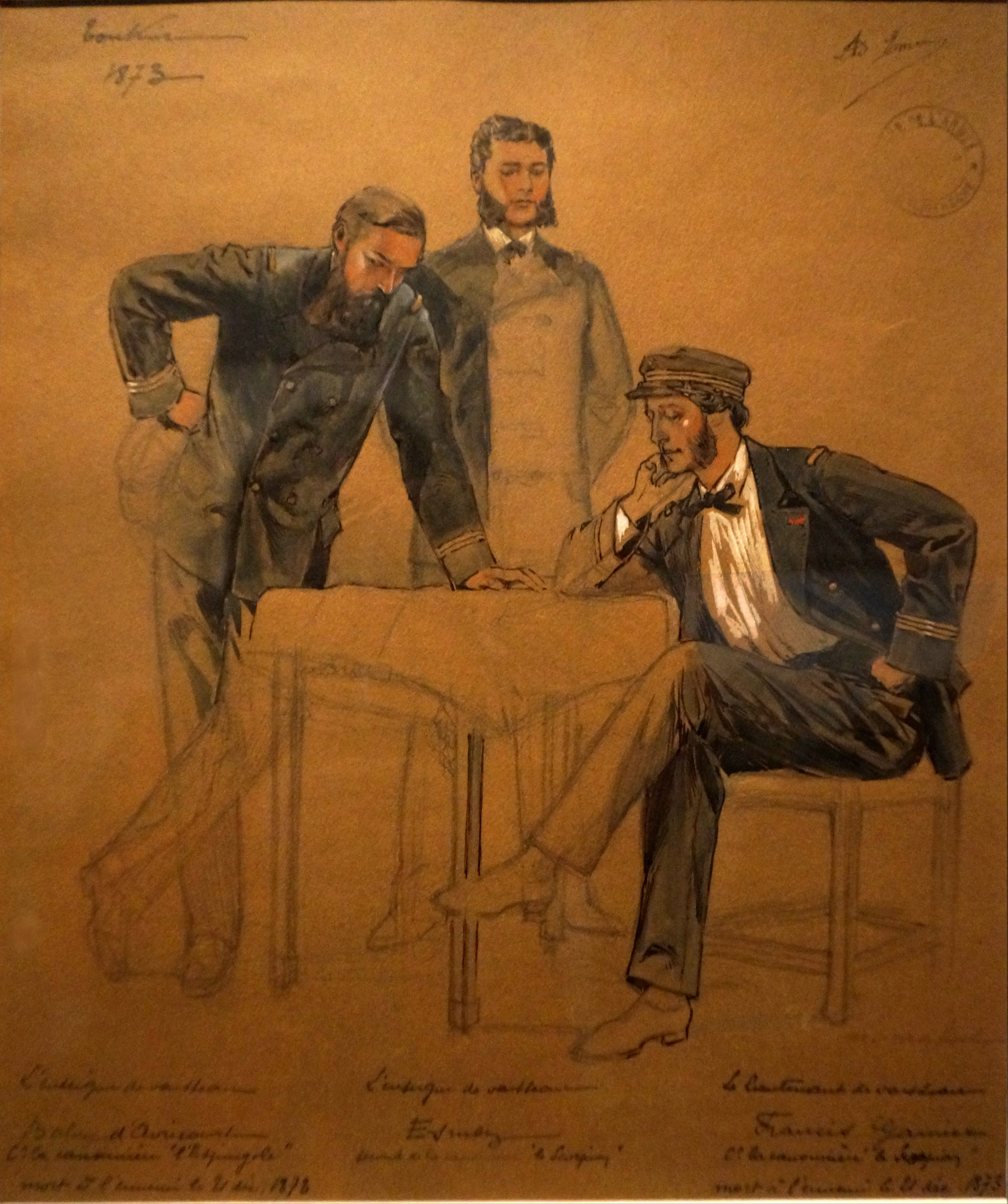
Balnyy d'Avricourt, chỉ huy chiến hạm L'Espingole cùng với Francis Garnier.
Đại úy Francis Garnier và phó chỉ huy Balny d'Avricourt cùng Dagorne, Bonifay, Sorre bị giết chết ngày 21 tháng 12 năm 1873. Người ta chỉ tìm thấy xác của Garnier và Dagorne; năm cái đầu của những người chết bị đưa đi bêu khắp đường phố Hà Nội từ ngày 21 tháng 12 năm 1873 đến ngày 05 tháng 1 năm 1874.